# Go to Heaven
Go to Heaven es un álbum de estudio de la banda de rock estadounidense Grateful Dead. Fue lanzado el 28 de abril de 1980. Fue el primer álbum de la banda en contar con el teclista Brent Mydland, reemplazando a Donna Jean Godchaux y a Keith Godchaux.

## Lista de canciones

### Lado Uno
1. "Alabama Getaway" (Jerry Garcia y Robert Hunter) – 3:36
2. "Far From Me" (Brent Mydland) – 3:40
3. "Althea" (Garcia y Hunter) – 6:51 (lead singer: Jerry Garcia)
4. "Feel Like a Stranger" (John Perry Barlow y Bob Weir) – 5:07

### Lado Dos
1. "Lost Sailor" (Barlow y Weir) – 5:54
2. "Saint of Circumstance" (Barlow y Weir) – 5:40
3. "Antwerp's Placebo (The Plumber)" (Mickey Hart y Bill Kreutzmann) – 0:38 (instrumental)
4. "Easy to Love You" (Barlow y Mydland) – 3:40
5. "Don't Ease Me In" (Tradicional) – 3:13

## Personal
- Jerry Garcia – guitarra, voz
- Mickey Hart – batería
- Bill Kreutzmann – batería
- Phil Lesh – bajo
- Brent Mydland – teclados, voz
- Bob Weir – guitarra, voz

## Posicionamiento
Billboard
| Año  | Lista      | Posición |
| ---- | ---------- | -------- |
| 1980 | Pop Albums | 23       |

Sencillos – Billboard
| Año  | Sencillo          | lista       | Posición |
| ---- | ----------------- | ----------- | -------- |
| 1980 | "Alabama Getaway" | Pop Singles | 68       |